# Бутишів провулок

Анотаційна дошка з колишньою назвою вулиці на будинку № 29/18, демонтовано

Бу́тишів прову́лок — провулок у Печерському районі міста Києва, місцевість Печерськ. Пролягає від вулиці Князів Острозьких до вулиці Михайла Омеляновича-Павленка та площі Слави.
Прилучається Левандовська вулиця, Іпсилантіївський та Микільський провулки.

## Історія
Є однією з давніх вулиць Печерська. Виникла в XVIII столітті під назвою Шпетерська, під цією ж назвою зафіксована на плані Києво-Печерського форштата, складеному 1803 року архітектором Андрієм Меленським. З середини XIX століття відома під назвою Бутишів провулок, за прізвищем домовласника Бутишева, також мала паралельну назву Шестовський провулок.
З 1940 року мав назву вулиця Андрія Іванова (назву підтверджено 1944 року), на часть Андрія Іванова, одного з організаторів повстань проти Центральної Ради, учасника встановлення радянської влади в Україні. Під час німецької окупації в 1941–1943 роках — Бутишів провулок.
Історичну назву Бутишев провулок відновлено 2014 року. У 2018 році назву уточнено на сучасну у відповідності до вимог чинного правопису.

## Установи та заклади
- СЗШ № 75 (№ 11)
- Ощадбанк, відділення (№ 21)

Будинки № 10/10, 11, 14, 19, 23, 29/18 споруджені у XIX — на початку XX століття.

## Зображення

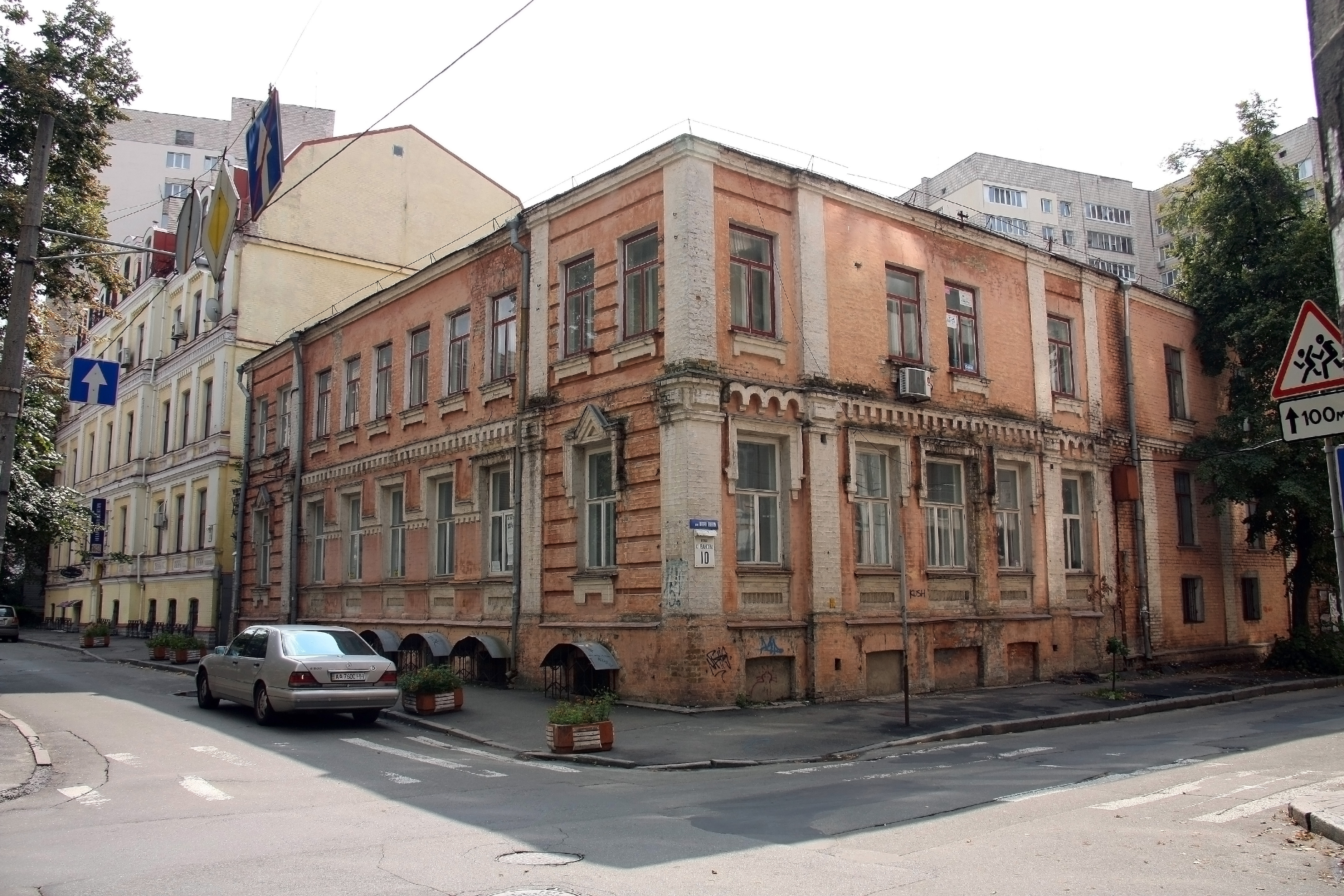
Будинок № 10
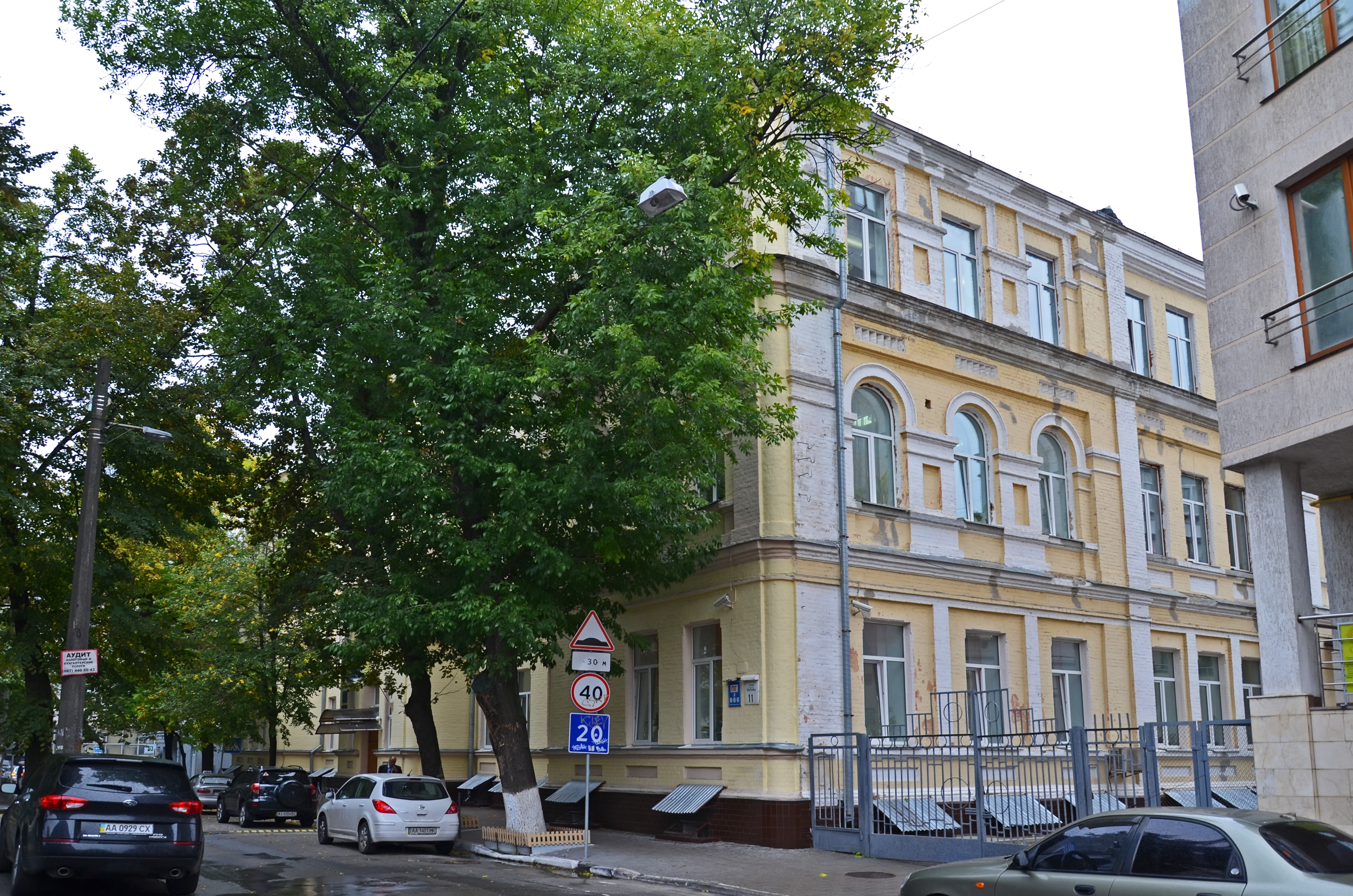
Будинок № 11
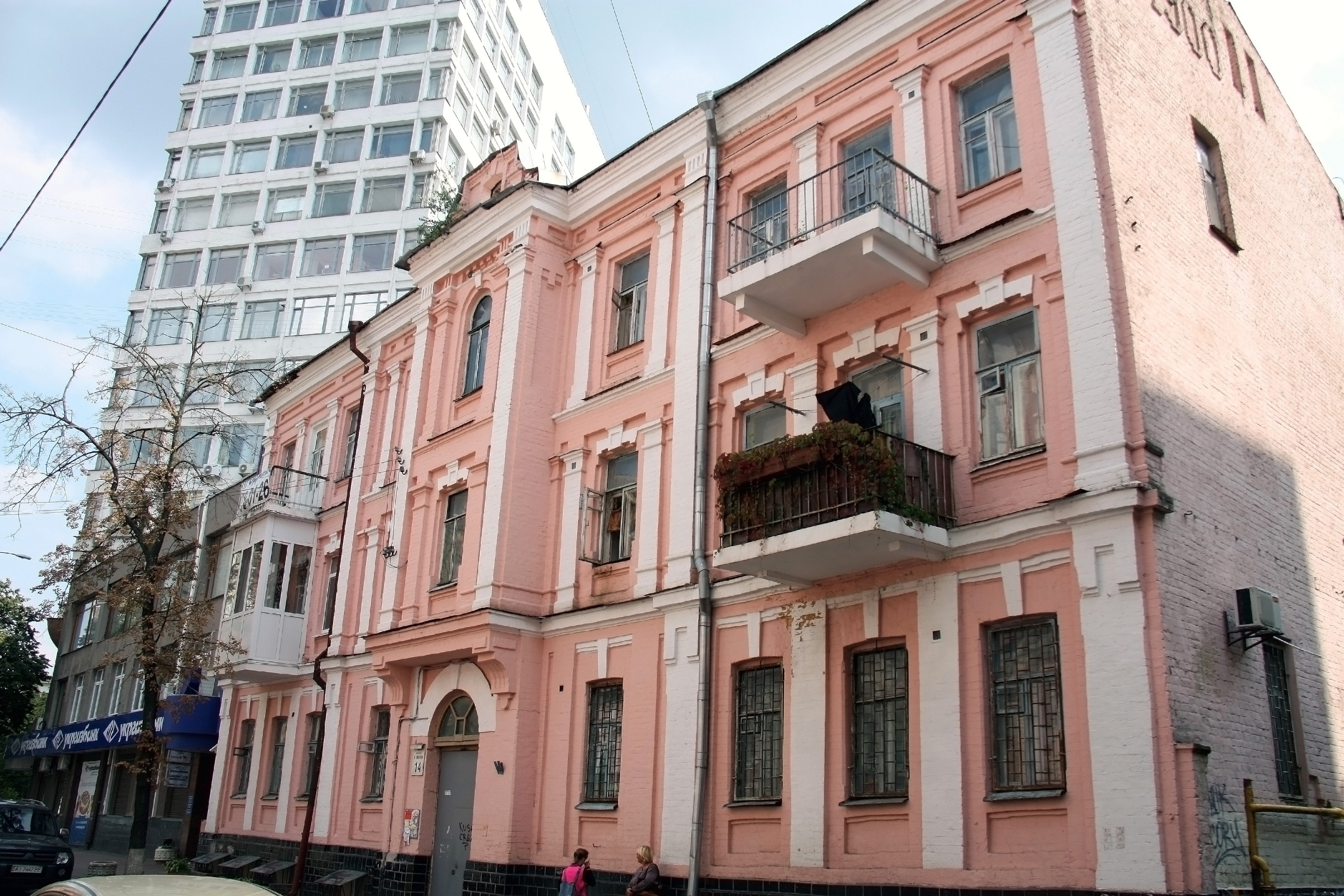
Будинок № 14
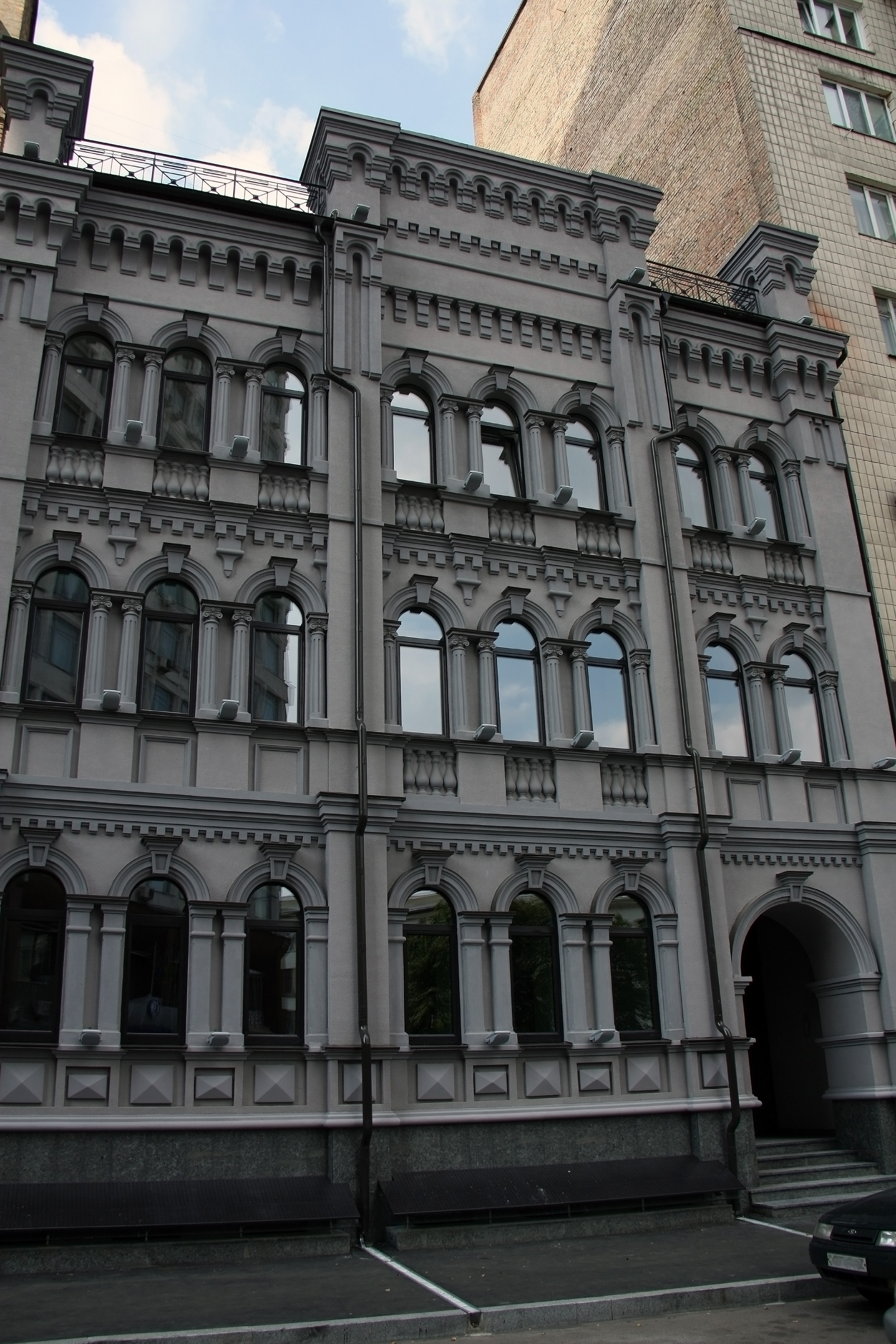
Будинок № 25
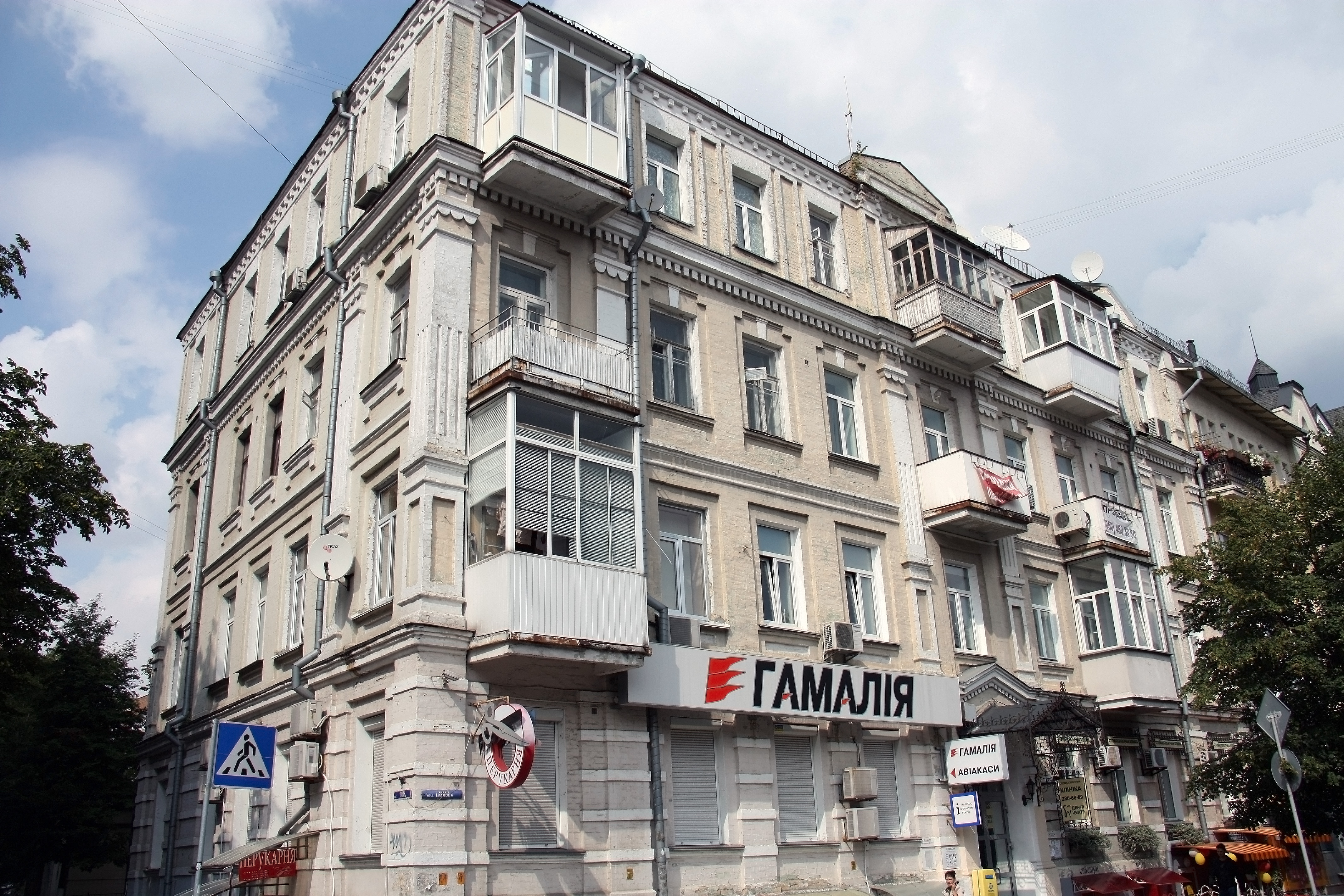
Будинок № 29